# تيودور جان أركاند
تيودور جان أركاند هو دبلوماسي كندي، ولد في 25 يونيو 1934م.